# La Faille du diable

La Faille du diable (Die Stunde des Wolfes) est un téléfilm allemand réalisé par Matthias Glasner et diffusé en 2011.

## Synopsis
Rebecca vient de fuguer d'un hôpital psychiatrique pour rejoindre Henry, son mari dépressif. La jeune femme est convaincue que ce dernier doit enfin assumer un drame survenu dans son passé et accepter de retourner sur les lieux de son enfance. L'accueil y est plutôt glacial entre Berta, la veuve aubergiste, et Eleanor, la mère revêche d'Henry, qui s'est retirée dans la verrerie familiale désaffectée. Cette dernière ne semble en effet guère apprécier l'enquête que veut mener sa bru. Seul Tom, le garde forestier, est prêt à aider Rebecca dans cette contrée sauvage où les loups sont revenus.

## Fiche technique
- Titre original : Die Stunde des Wolfes
- Réalisateur : Matthias Glasner
- Scénario : Richard Shakocius et Matthias Glasner
- Photographie : Sonja Rom
- Musique : Julian Maas et Christoph Kaiser
- Montage : Heike Gnida
- Décors : Tommy Stark
- Costumes : Sabine Keller
- Pays d'origine : Allemagne
- Langue : allemand
- Durée : 89 minutes
- Dates de diffusion :
  -  France : 9 décembre 2011 sur Arte

## Distribution
- Jürgen Vogel : Henry Thalberg
- Silke Bodenbender : Rebecca Thalberg
- Ronald Zehrfeld : Tom Faller
- Christine Schorn : Eleanor Thalberg
- Barbara Schnitzler : Berta Wickweyer